# Mircea Mureșan (jurist)
Mircea Mureșan (n. 25 ianuarie 1937, Gherla- d. 2003)  a fost un jurist și universitar român; doctor în drept civil, cercetător științific principal gradul I, profesor universitar; director al Institutului de Științe Socio-Umane al Filialei Cluj a Academiei Române.
S-a născut la Gherla la 25 ianuarie 1937, tatăl fiind avocat (cu un doctorat în drept), iar mama învățătoare.
Studii universitare - Facultatea de Drept din Cluj, încheiate ca șef de promoție (1958).
Laureat al premiului „Simion Bărnuțiu” al Academiei Române (1973).
Din anul 1992, îndrumător de doctorate sub egida Universității „Babeș-Bolyai” din Cluj-Napoca.
Activitatea științifică a Profesorului s-a materializat în timpul vieții în publicarea a 25 de volume în calitate de autor, coordonator sau coautor, a 50 de articole și 70 de comunicări științifice. Trebuie spus că manualele sale universitare sunt inconfundabile prin esențialitate, claritate și accesibilitate.
Dincolo de profilul unui intelectual de marcă, Profesorul Mircea Mureșan a fost o o personalitate cu o profundă conștiință morală.

## Din volumele publicate
- Aurelian Ionașcu, Nicolae Comșa, Mircea Mureșan, Dreptul de autor în R. S. România, Editura Academiei R. S. R., București, 1969.
- Mircea Mureșan, Principiul forței obligatorii a contractului, în Aurelian Ionașcu (coord.), Contribuția practicii judecătorești la dezvoltarea principiilor dreptului civil român, [vol. I], Edit. Academiei RSR, București, 1973.
- Mircea Mureșan, Răspunderea independentă de culpă pentru repararea prejudiciilor cauzate de prepuși, în Aurelian Ionașcu (coord.), Contribuția practicii judecătorești la dezvoltarea principiilor dreptului civil român, vol. II, Edit. Academiei RSR, București, 1978.
- Mircea Mureșan, Raporturile dintre soți, în Aurelian Ionașcu (coord.), Familia și rolul ei în societatea socialistă în lumina legislației RSR, Edit. Dacia, Cluj-Napoca, 1975.
- Mircea Mureșan, Filiația din înfiere, în Aurelian Ionașcu (coord.), Filiația și ocrotirea minorilor în dreptul R. S. R., Edit. Dacia, Cluj-Napoca, 1980.
- Mircea Mureșan, Dicționar de drept civil, Edit. Științifică și Enciclopedică, București, 1980 (în colaborare).
- Mircea Mureșan, Clauzele esențiale și indispensabile ale antecontractului și clauzele sale accesorii, în Mircea Mureșan (coord.), Dinamica relațiilor sociale reglementate de lege oglindită în teoria și practica dreptului, vol. I, Cluj-Napoca, 1988, vol. II, Cluj-Napoca, 1989–1990.
- Mircea Mureșan (coord.), Dinamica relațiilor sociale reglementate de lege oglindită în teoria și practica dreptului, vol. II, Cluj-Napoca, 1989–1990.
- Mircea Mureșan, Dicționar de drept civil[nefuncțională]
, Edit. Cordial Lex, Cluj-Napoca, 2009 (ediție postumă adusă la zi de un colectiv coordonat de prof. univ. dr. Paul Vasilescu)